# Eti-Osa
Eti-Osa è una delle venti aree a governo locale (local government areas) in cui è suddiviso lo stato di Lagos, nella Repubblica Federale della Nigeria.
Conta una popolazione di 287.785 abitanti.